# Forteresse de Strumica
La forteresse de Strumica est une forteresse en ruines dans l'est de la Macédoine du Nord. Elle surplombe la ville de Strumica. 
Elle a été construite au Ve siècle bien que le site lui-même date du Ier siècle av. J.-C.. La reconstruction de la forteresse a débuté en mars 2014.